# Pain de singe
Pour les articles homonymes, voir pain (homonymie) et singe (homonymie).

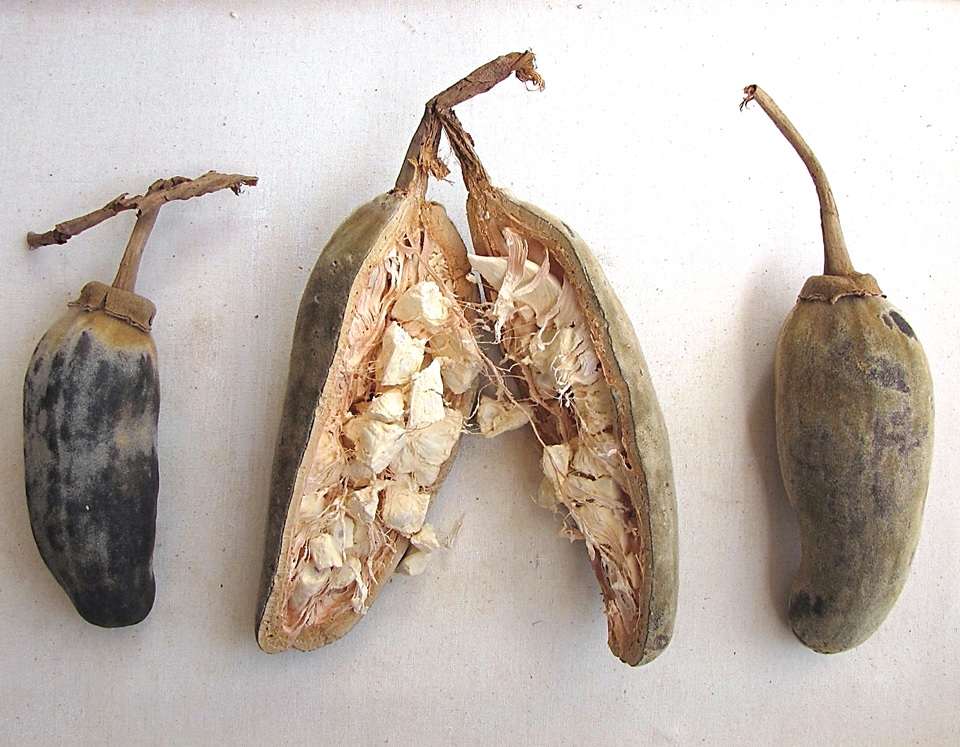
Fruits à maturité

Le pain de singe est le fruit comestible du baobab africain (Adansonia digitata) au goût acidulé. 

## Composition
La pulpe de baobab est un aliment très riche en divers minéraux, en fibres et en calcium. Elle a une forte acidité (68–201 mEq·100 g–1) probablement liée à sa forte teneur en acide ascorbique (120–310 mg·100 g–1, teneur très variable selon l'arbre producteur). Cette teneur en vitamine C permet de classer le produit parmi les fruits les plus riches en vitamine C après le camucamu (Myrciaria dubia), l’acérole (Malpighia glabra L.), le ditax (Detarium senegalense Gmel.) ou le cassis (Ribes nigrum L.)
Les chromatogrammes obtenus par CPG/SM sur la pulpe de fruit ont mis en évidence 10 composés d’arôme dont le myristate d’isopropyle, un composé phénolique non identifié, le nonanal, le safranal, la géranone, le décanal, l’octanal, le linalol, un second composé phénolique et un composé sesquiterpénique non identifiés. .
Sans précaution particulière, la composition de la pulpe évolue au cours du stockage et sa qualité se dégrade rapidement, notamment si la pulpe est conservée en emballage non étanche. La pulpe du fruit de baobab est principalement utilisée pour l’élaboration de boissons de type nectar avec un rapport massique [fruit / eau] de [1 / 3] et du sucre.
Considéré comme un aliment prébiotique, le pain de singe est 2,5 fois plus riche en vitamine C qu’une orange, contient 2,5 fois plus de calcium que le lait et six fois plus de potassium que la banane. Il contient aussi des fibres solubles, de la vitamine B6 et vitamine B1 (thiamine).
Il est également extrêmement riche en antioxydants, qui ont des vertus médicales reconnues. Il en possède par exemple plus du double par gramme que la baie de goji, l'un des fruits phares de ces dernières années, et plus que myrtilles et grenades combinées et autant que la lentille (Lens culinaris), le raisin (Vitis vinifera), la mûre (Rubus sp.) ou la tomate, produits qui comptent parmi les plus riches en composés antioxydants.
Les graines ne sont habituellement pas consommées mais elles contiennent 12 % de lipides, 15 % de protéines, de la vitamine E et 4 g de calcium/100 g.
Les acides cyclopropénique, sterculique et malvidique ont été recherchés dans la pulpe, étant donné leur présence dans l’huile du baobab et leur effet inhibiteur des enzymes métabolisant les acides gras. Leur concentration dans la pulpe est très faible : 30 à 180 ppm d’acide malvidique et 10 à 80 ppm d’acide sterculique.

## Utilisation

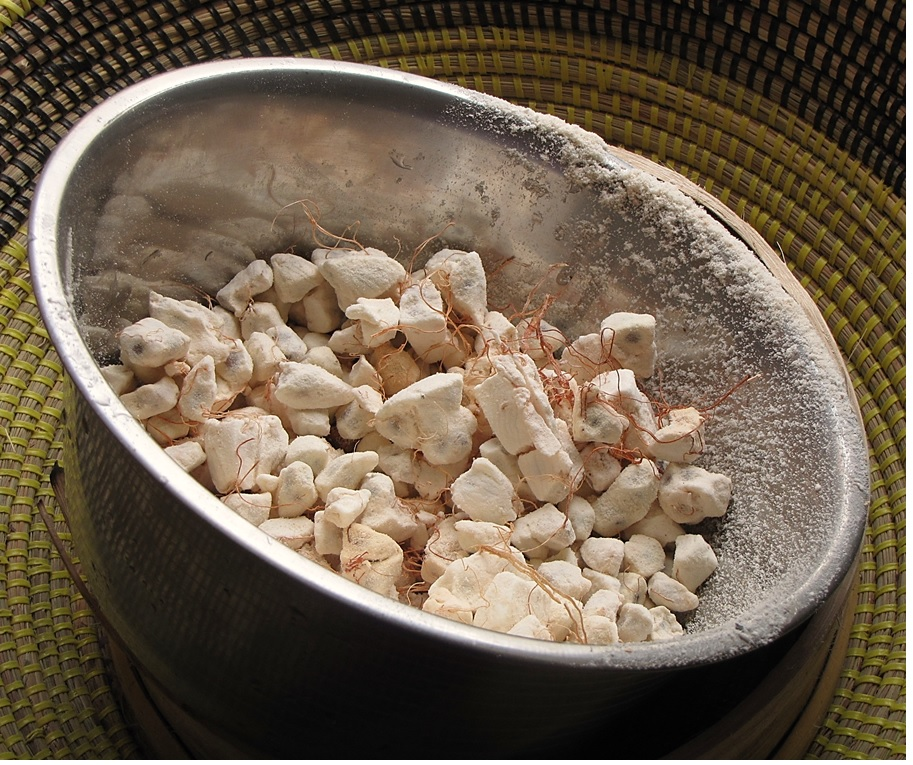
La pulpe, légère et friable

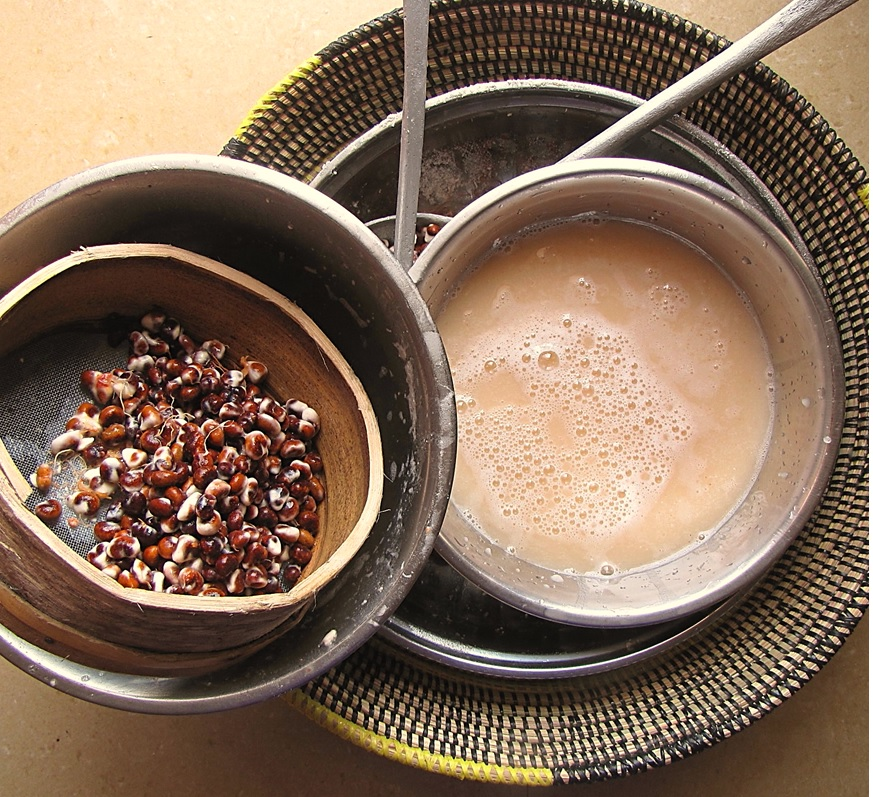
Fabrication du jus (bouye)

La pulpe du fruit, partie la plus fréquemment exploitée, est utilisé traditionnellement pour la fabrication de divers produits :
- une boisson de type jus de fruit appelée en wolof bouye, baak (voire bak ou ƥaak) en langue sérère (qui a une signification religieuse et médicinale parmi les Sérères[7],[8]) et kidé en soninké ;
- le « ngalax » : un mélange liquide sucré à base de pâte d’arachide, de pulpe de fruit du baobab et de farine de mil roulée cuite est surtout préparé à l’occasion de fêtes religieuses (Korité, Pâques).

La pulpe est également utilisée comme acidifiant dans la cuisine traditionnelle. Hors usage traditionnel, on utilise aussi la pulpe pour fabriquer des :
- produits cosmétiques ;
- médicaments pour le traitement du diabète ;
- bonbons ;
- compléments alimentaires.

Le pain de singe a reçu le visa de Bruxelles le 11 juillet 2008, ouvrant un nouveau marché aux Sénégalais et Maliens, qui récoltent ce fruit très riche en vitamine C et en antioxydants, et contient deux fois plus de calcium que le lait.
Le pain de singe est également utilisé pour aromatiser le gin Lord Barbès.

## Popularité
Depuis le début des années 2010, le pain de singe est devenu très populaire dans de nombreux pays (notamment aux États-Unis) pour ses qualités de super-aliment. À tel point que les exportations du Sénégal ont été multipliées par 10 entre 2013 et 2018.